# Astrenis sinuata
Astrenis sinuata là một loài tò vò trong họ Ichneumonidae.